# اندیس گورناک (دوران کرتاسه بالایی)
گورناک* یک اندیس فلزی است که در  استان سیستان و بلوچستان قرار دارد و مادهٔ معدنی موجود در آن، منگنز است.سنگ میزبان این اندیس کالرملانژ است و دیرینگی آن به دوران کرتاسه بالایی می‌رسد. 